# Фунт (одиниця маси)
Фунт (англ. pound) — одиниця ваги та маси, розповсюджена у різних країнах у різні часи.
В англомовних країнах фунт рівний ~0,45 кг, проте існують численні інші його стандарти — від 0,32 кг до 0,56 кг.

## Етимологія
Українське «фунт» походить з сер.-в.-нім. phunt, де в свою чергу, є запозиченням з пізньолат. pondō, утвореного від латинського словосполучення lībra pondō («вагою у фунт»). Від того ж латинського слова pondō (через прасл. *pǫdъ) утворена назва іншої одиниці ваги — пуд.

## Визначення
1. В англомовних країнах 1 фунт — одиниця вимірювання маси, рівна 0,45359237 кг. Ділиться на 16 унцій, 7000 гранів. Скорочене найменування: lb. (від лат. libra), lb. av.
2. Тройська одиниця ваги, в США і раніше у Великій Британії, рівна 0,3732417216 кг. Тройський фунт розділений на 12 унцій, 5760 гранів. Використовується для зважування золота, срібла та інших благородних металів. Скорочене найменування: lb. t.
3. У США — аптечна одиниця ваги, рівна 0,373 кг. Аптечний фунт розділений на 12 унцій, 5760 гранів. Скорочене найменування: lb. ap.
4. В Російській імперії — міра ваги, що дорівнювала 0,4095124 кг (з 1899 року).

### Інші різновиди
- Австрійський фунт дорівнює 0,56001 кг
- Амстердамський фунт дорівнює 0,4941 кг
- Венеційський фунт дорівнює 0,477 кг
- Данський фунт дорівнює 0,496 кг
- Давньоримський фунт (libra) дорівнює 0,32745 кг
- Іспанський фунт дорівнює 0,451 кг
- Каролінзький фунт дорівнює 0,408 кг [8]
- Німецький митний фунт дорівнює 0,5 кг
- Португальський фунт дорівнює 0,459 кг
- Російський артилерійський фунт дорівнює 0,4914 кг
- Французький фунт (лівр) дорівнює 0,489505 кг
- Шведський фунт дорівнює 0,425076 кг

У багатьох європейських країнах, що використовують метричну систему, в побуті використовується так званий «метричний фунт» (нім. Pfund, фр. livre, нід. pond), рівний 0,5 кг